# Real Associação Belga de Futebol
A Real Associação Belga de Futebol (em francês: Union Royale Belge des Sociétés de Football Association, ou URBSFA; em holandês: Koninklijke Belgische Voetbal Bond, ou KBVB; em alemão: Königlicher Belgischer Fußballverband, ou KBFV) é o órgão que dirige e controla o futebol da Bélgica, comandando as competições nacionais e a Seleção Belga de Futebol. A sede deste órgão está localizada em Bruxelas, capital nacional.

## Relação dos presidentes
- 1895-1924 Edouard de Laveleye
- 1924-1929 Joseph d'Oultremont
- 1929-1937 Rodolphe-William Seeldrayers
- 1937-1943 Oscar Van Keesbeeck
- 1945-1951 Francis Dessain
- 1951-1967 Georges Hermesse
- 1967-1987 Louis Wouters
- 1987-2001 Michel D'Hooghe
- 2001-2005 Jan Peeters

## Historial no Campeonato da Europa
- Organizações: 2 
  - 1972 e 2000
- Participações: 4
  - 1972, 1980, 1984, 2000
- Títulos: 0
- Finais: 1
  - 1980
- Ronda de qualificação:
  - Presenças: 10
  - Jogos: 82
  - Vitórias: 37
  - Empates: 20
  - Derrotas: 25
  - Golos marcados: 124
  - Golos sofridos: 96